# Tetranchyroderma polyprobolostomum
Tetranchyroderma polyprobolostomum is een buikharige uit de familie Thaumastodermatidae. Het dier komt uit het geslacht Tetranchyroderma. Tetranchyroderma polyprobolostomum werd in 1996 voor het eerst wetenschappelijk beschreven door Hummon, Todaro, Balsamo & Tongiorgi. 